# Eric Curbelo
Eric Curbelo de la Fe (Santa Brígida, Gran Canaria, 14 de enero de 1994), conocido como Eric Curbelo,  es un futbolista español que actualmente juega como defensa en el Real Sporting de Gijón.

## Trayectoria
El defensa central se formó en las categorías inferiores del Unión Deportiva Telde, marchando en 2015 a las filas del S. D. Leioa, con el que jugaría media temporada, tras la cual ingresó en la estructura de la U. D. Las Palmas. Ya en las filas del Las Palmas Atlético consiguió el ascenso de Tercera a Segunda B en la temporada 2016-17 y la permanencia en la categoría de bronce en la 2017-18.
Durante la temporada 2018-19, se le comunica que formaría parte del primer equipo de la U. D. Las Palmas, después de varias semanas entrenándose con Paco Herrera, ya que defensor grancanario había disputado 17 partidos con Las Palmas Atlético durante la primera vuelta de la liga en la Segunda B. El 7 de enero de 2019, debutó en la Segunda División en la jornada 20 de la temporada 2018-19 en un encuentro frente al Rayo Majadahonda que acabaría con empate a cero. En junio de 2022 renovó su contrato por dos años más.
En la temporada 2022-23 consiguió el ascenso a Primera División, para debutar en la máxima categoría el 27 de septiembre de 2023 en el Bernabéu ante el Real Madrid. El 30 de junio de 2024 cerró su etapa en el club amarillo después de 6 temporadas en el primer equipo y 159 partidos oficiales.
El 10 de julio de 2024 se incorporó al Real Sporting de Gijón de la Segunda División de España.

## Clubes
Actualizado al último partido jugado el 26 de mayo de 2024.
| Club                         | Temporada | División           | Liga  | Liga  | Copa  | Copa  |
| Club                         | Temporada | División           | Part. | Goles | Part. | Goles |
| ---------------------------- | --------- | ------------------ | ----- | ----- | ----- | ----- |
| U. D. Telde · España         | 2014-15   | Tercera División   | 2     | 2     |       |       |
| S. D. Leioa · España         | 2015-16   | Segunda División B | 5     | 0     |       |       |
| Las Palmas Atlético · España | 2016-17   | Segunda División B | 4     | 0     |       |       |
| Las Palmas Atlético · España | 2017-18   | Segunda División B | 26    | 2     |       |       |
| U. D. Las Palmas · España    | 2018-19   | Segunda División   | 18    | 1     |       |       |
| U. D. Las Palmas · España    | 2019-20   | Segunda División   | 29    | 1     | 2     | 0     |
| U. D. Las Palmas · España    | 2020-21   | Segunda División   | 36    | 0     | 2     | 1     |
| U. D. Las Palmas · España    | 2021-22   | Segunda División   | 35    | 2     | 0     | 0     |
| U. D. Las Palmas · España    | 2022-23   | Segunda División   | 34    | 1     | 0     | 0     |
| U. D. Las Palmas · España    | 2023-24   | Primera División   | 2     | 0     | 1     | 0     |
| Real Sporting · España       | 2024-25   | Segunda División   |       |       |       |       |